# Inštitut za farmakologijo in eksperimentalno toksikologijo Medicinske fakultete v Ljubljani
Inštitut za farmakologijo in eksperimentalno toksikologijo je znanstveno-raziskovalni inštitut, ki deluje v okviru Medicinske fakultete Univerze v Ljubljani.
Že leta 1943 je v okviru MF ustanovil farmakološki inštitut Evgen Kansky (vodil ga je do 1945), po vojni pa je bil dolgo časa (1949-71) njegov vodja Peter Lenče, ki je bil dve desetletji tudi prvi in edini predavatelj farmakologije pri nas. Za njim sta nastopila Franc Erjavec kot predstojnik in profesor ter Mladen Est.
Trenutni vodja inštituta je prof. dr. Lovro Stanovnik.